# Degithina exhilarata
Degithina exhilarata är en stekelart som först beskrevs av Smith 1876.  Degithina exhilarata ingår i släktet Degithina och familjen brokparasitsteklar. Inga underarter finns listade i Catalogue of Life.